# ОАР на літніх Олімпійських іграх 1960
Єгипет та Сирія уперше брали участь у Літніх Олімпійських іграх 1960 року в Римі (Італія) у складі збірної Об'єднаної Арабської Республіки і завоювали одну  срібну і одну бронзову медалі. Майже всі з 74 учасників збірної були із Єгипту.

## Срібло
- Греко-римська боротьба, чоловіки — Осман Саєд.

## Бронза
- Бокс, чоловіки — Абдель Монейм Ель-Гуїнді.